# Eurocom
Eurocom (tidigare känt som Eurocom Entertainment Software) var ett spelutvecklingsföretag som hade sitt huvudkvarter i Derby, Storbritannien. Företaget grundades år 1988 av dess ägare: Mat Sneap, Tim Rogers, Neil Baldwin, Ian Sneap och Hugh Binns. Företaget har portat och utvecklat drygt 70 spel, som inkluderar bland annat action-, sport- och skjutspel till bärbara och stationära spelkonsoler samt arkadmaskiner.

## Utvecklade spel

### 1990-talet
- 1991 - Magician (NES)
- 1991 - James Bond Junior (NES, SNES)
- 1992 - Lethal Weapon (NES, Game Boy)
- 1992 - Rodland (Game Boy)
- 1993 - Tesserae (PC, Game Boy, Game Gear)
- 1993 - Sensible Soccer (Game Gear)
- 1994 - Stone Protectors (SNES)
- 1994 - Dino Dini's Soccer (SNES)
- 1994 - Brutal: Paws of Fury (SNES)
- 1994 - Disney's The Jungle Book (Mega Drive, SNES)
- 1994 - Family Feud (PC, 3DO, Mega Drive)
- 1994 - Super Dropzone (SNES)
- 1995 - Earthworm Jim (Game Boy, Game Gear)
- 1995 - Super Street Fighter II Turbo (PC)
- 1995 - Spot Goes to Hollywood (Mega Drive)
- 1996 - Mortal Kombat 3 (PS1, Sega Saturn)
- 1996 - Ultimate Mortal Kombat 3 (PS1, Saturn)
- 1996 - Donald in Maui Mallard (SNES)
- 1997 - Cruis'n World (N64)
- 1997 - Herkules (PS1, PC)
- 1997 - War Gods (N64, PS1)
- 1997 - Duke Nukem 64 (N64)
- 1997 - Machine Hunter (PS1, PC)
- 1998 - Mortal Kombat 4 (N64, PS1, PC)
- 1999 - Disney's Tarzan (PS1, PC, N64)
- 1999 - Duke Nukem: Zero Hour (N64)
- 1999 - NBA Showtime NBA on NBC (N64, PS1)
- 1999 - Hydro Thunder (N64, Dreamcast, PC)
- 1999 - Mortal Kombat Gold (Dreamcast)
- 1999 - 40 Winks (N64, PS1)
- 1999 - The New Addams Family Generator (Arkadspel)

### 2000-talet
- 2000 - Who Wants To Be A Millionaire? (GBC)
- 2000 - The World Is Not Enough (N64)
- 2000 - Crash Bash (PS1)
- 2001 - NBA Hoopz (PS1, PS2, Dreamcast)
- 2001 - Atlantis: The Lost Empire (GBC, PS1)
- 2002 - Rugrats: I Gotta Go Party (GBA)
- 2002 - 007: Nightfire (NGC, PS2, Xbox)
- 2002 - Harry Potter och Hemligheternas kammare (NGC, Xbox, GBA)
- 2003 - Buffy the Vampire Slayer: Chaos Bleeds (NGC, PS2, Xbox)
- 2003 - Sphinx and the Cursed Mummy (NGC, PS2, Xbox)
- 2004 - Athens 2004 (PS2)
- 2004 - Spyro: A Hero's Tail (NGC, PS2, Xbox)
- 2005 - Robots (PS2, Xbox, NGC, PC)
- 2005 - Predator: Concrete Jungle (PS2, Xbox)
- 2005 - Batman Begins (NGC, PS2, Xbox)
- 2006 - Ice Age 2: The Meltdown (NGC, PS2, Xbox, PC, Wii)
- 2007 - Pirates of the Caribbean: At World's End (Xbox 360, PS3, Wii, PS2, PSP, PC)
- 2008 - Beijing 2008: The Official Game of the Olympic Games (PS3, Xbox 360, PC)
- 2008 - The Mummy: Tomb of the Dragon Emperor (DS, PS2, Wii)
- 2008 - Quantum of Solace (PS2)
- 2009 - Ice Age: Dawn of the Dinosaurs (PS3, Xbox 360, Wii, PS2, PC)
- 2009 - G-Force (PS3, Xbox 360, Wii, PS2, PC)
- 2009 - Dead Space: Extraction (Wii)

### 2010-talet
- 2010 - Vancouver 2010: The Official Videogame of the Winter Olympic Games (PS3, Xbox 360, PC)
- 2010 - Goldeneye 007 (Wii)
- 2011 - Rio (PS3, Xbox 360, Wii)
- 2011 - Disney Universe (PS3, Xbox 360, Wii, PC)
- 2011 - GoldenEye 007: Reloaded (PS3, Xbox 360)
- 2012 - 007 Legends (PS3, Xbox 360, Wii U, PC)